# 미나미알프스시
미나미알프스시(일본어: 南アルプス市 미나미아루푸스시[*])는 일본 야마나시현 서부에 있는 시이다. 일본에서 시 이름이 가타카나로 되어있는 유일한 곳이다.

## 개요
야마나시현 최서단에 위치한다. 2014년 4월에는 시내 전역이 미나미알프스 유네스코 에코파크로 등록되었다.
미나미알프스시라는 명칭은 일반공모 결과로 합병협의회 위원 65명의 투표에 의해 2002년에 결정된 것이다. 그러나 이 공모는 현외 거주자의 투표도 가능해 주민의 민의를 정확히 반영한 것이라고 말하기 어려웠다. 공모 결과에서도 미나미알프스시가 1위였지만 글자가 다른 고마노를 합치면 차점인 고마노시가 역전되는 등 미나미알프스시가 완전히 우세한 것은 아니었다. 그래서 당시부터 주민투표를 요구하는 목소리가 높았지만 합병협의회는 공모 결과를 중시하는 자세를 고수했다. 또 합병 전의 가칭 중 하나로 교사이시(峡西市)도 존재했다.
시명에 가타카나를 사용한 것은 고자시(현 오키나와시)에 이어 두 번째이며 외래어를 사용한 시명은 일본 최초이다.
또한 로마자 표기의 'Minami'를 이용하고, '알프스' 쪽에는 어원인 알프스 산맥의 영어 표기인 'Alps'를 이용한 것으로 전체적으로는 'Minami-Alps City'이다. 야마나시현 지역 보도에서는 줄여서 미나미아시(南ア市, 남아시)라고 표기하는 경우도 있다.

## 지리
고후분지 서부에 있고 동쪽의 평야와 서쪽의 산지로 크게 이분된다.

### 인접한 자치체
- 야마나시현
  - 니라사키시
  - 호쿠토시
  - 가이시
  - 주오시
  - 니시야쓰시로군 이치카와미사토정
  - 미나미코마군 마스호정, 하야카와정
  - 나카코마군 쇼와정

- 나가노현
  - 이나시

- 시즈오카현
  - 시즈오카시(아오이구)

## 역사
- 2003년 4월 1일 - 나카코마군 핫타촌, 시라네정, 아시야스촌, 와카쿠사정, 구시가타정, 고사이정이 합병해 탄생했다.

## 교통

### 도로
- 주부 횡단 자동차도
- 국도 52호선
- 국도 140호선

## 인구
| 연도 | 인구   | ±%     |
| ---- | ------ | ------ |
| 1940 | 52,148 | —      |
| 1950 | 63,073 | +20.9% |
| 1960 | 53,924 | −14.5% |
| 1970 | 51,318 | −4.8%  |
| 1980 | 54,123 | +5.5%  |
| 1990 | 62,351 | +15.2% |
| 2000 | 70,116 | +12.5% |
| 2010 | 72,635 | +3.6%  |
| 2020 | 69,459 | −4.4%  |

|                                                    | |
| 미나미알프스시의 전국의 연령별 인구 분포（2005년） | 미나미알프스시의 연령·남녀별 인구 분포（2005년）                                                                          |
| ■자주색 ― 미나미알프스시 ■녹색 ― 일본전국          | ■파랑색 ― 남자 ■빨간색 ― 여자                                                                                             |
| · 미나미알프스시（에 해당되는 지역）의 인구추이    | |
| 일본 총무성 통계국 국세조사 결과                   | |
|                                                    | 이 그래프는 더 이상 지원되지 않는 레거시 그래프 확장 기능을 사용하고 있습니다. 새로운 차트 확장 기능으로 변환해야 합니다. |

## 같이 보기
- 일본 알프스
- 미나미알프스 국립공원